# Ijuw
Ijuw je okrug u otočnoj državi Nauru. na sjeveroistoku otoka. Graniči s Anabarom na sjeveru i Anibareom na jugu. Ijuw je dio izbornog okruga Anabar.
Rt Ijuw je najsjevernija točka zaljeva Anibare i najistočnija točka na otoku. Na prostoru okruga prije su se nalazila sela Ijuw i Ganokoro.